# Randolph Johnson
Randolph Johnson est un personnage de fiction de la saga Sauvez Willy. Il est interprété au cinéma par l'acteur québécois August Schellenberg. Il s'agit d'un Autochtone chaman.

## Biographie
Randolph travaille dans le parc d'attraction où séjourne Willy, c'est là qu'il fait la rencontre de Jesse quand celui-ci dégrade la salle d'observation du bassin. Il le punit en lui faisant tout nettoyer. Plus tard quand Jesse s'aperçoit que les propriétaires du parc veulent assassiner Willy dans le but de toucher l'assurance d'un million de dollars, Randolph se laisse convaincre et l'aidera à ramener Willy à sa famille.
Par la suite, Randolph aide de nouveau Willy à survivre face à un déversement de pétrole dans Sauvez Willy 2 (Free Willy 2: The Adventure Home), et contre des chasseurs de baleines dans Sauvez Willy 3 : La Poursuite.

## Autres
- Mis à part Jesse, il est le seul personnage humain à apparaître dans les trois premiers films.
- Il possède un bateau nommé le Natselane.